# Стерн, Майкл
Майкл Стерн (англ. Michael Stern; род. 1959) — американский дирижёр. Сын скрипача Айзека Стерна.
Окончил Гарвардский университет по специальности «История США» (1981), после чего поступил в Кёртисовский институт музыки, где учился дирижированию у Макса Рудольфа. В сентябре 1986 г., спустя несколько месяцев после окончания курса, Стерн (вместе с ещё двумя молодыми дирижёрами, Майклом Морганом и Майклом Барреттом) был приглашён Леонардом Бернстайном для участия в небольшом дирижёрском семинаре, по итогам которого состоялся совместный концерт четырёх дирижёров с Нью-Йоркским филармоническим оркестром . Сразу после этого Стерн получил место второго дирижёра Кливлендского оркестра и оставался на этом посту до 1991 г., когда занял место главного приглашённого дирижёра в Лионском национальном оркестре. В последующие годы Стерн преимущественно жил и работал в Европе, в 1996—2000 гг. возглавлял Оркестр радио и телевидения Саарбрюкена, пропагандируя в различных европейских странах американскую музыку (прежде всего, Чарльза Айвза). Вернувшись в США, Стерн создал собственный оркестр IRIS, специализирующийся на музыке современных американских композиторов, а в 2004—2024 гг. возглавлял Симфонический оркестр Канзас-Сити. Кроме того, Стерн активно концертирует с различными оркестрами мира — в частности, в 2001 г. под его руководством прошли гастроли Оркестра Венского радио в Китае.